# Рунит (остров)
Рунит (англ. Runit) — один из островов (моту) атолла Эниветок из цепи островов Ралик, входящих в состав микронезийского островного государства Маршалловы Острова (в западной его части) в Тихом океане.
Наиболее известен как бывший полигон ядерных испытаний армии США в составе Тихоокеанского испытательного полигона, кратер на котором, образовавшийся после ядерного взрыва в 1958 году, стал хранилищем ядерных отходов. Впервые на атолле Эниветок ядерные испытания были проведены весной 1948 года в ходе операции «Песчаник». В общей сложности на атоллах Бикини и Эниветок США произвели в период с 1946 по 1958 год 67 атмосферных, наземных и подводных ядерных и термоядерных взрывов. Приблизительно 43 испытания ядерного оружия были проведены на Эниветоке с 1948 до 1958 год, из них двадцать на острове Рунит. Радиоактивные отходы хранящиеся в могильнике постепенно проникают в океанские воды. Также большую опасность представляет то, что в результате глобального потепления и поднятия океанских вод, повышается вероятность затопления саркофага и его содержимого, что может вызвать разгерметизацию и попадание опасных веществ в океан. В могильнике (хранилище) содержится около 87 тысяч кубических метров металлолома, бетона, военной техники и загрязнённой почвы.

## География

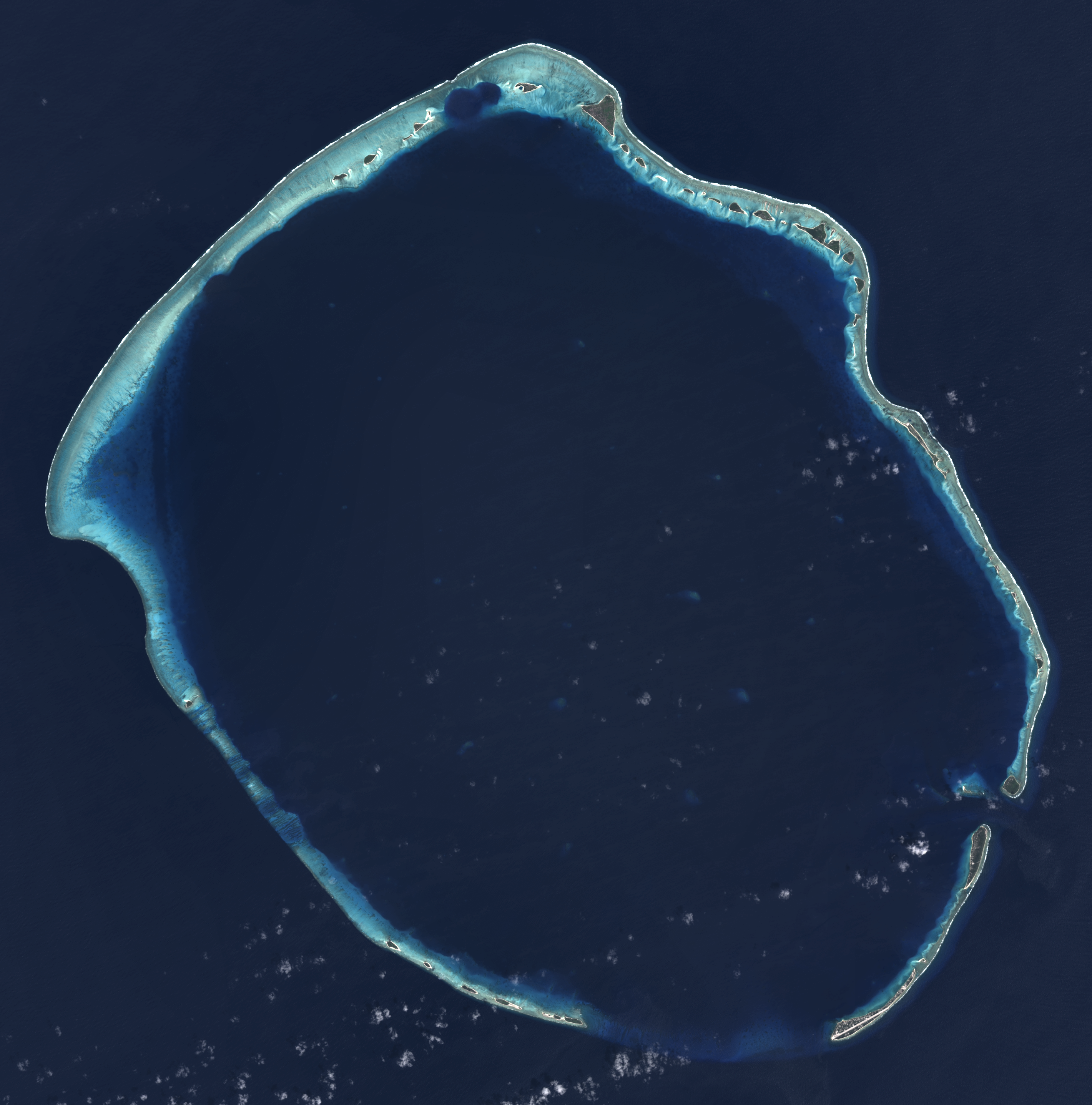
Атолл «Эниветок»

Остров Рунит расположен примерно посередине в северо-восточной части рифа атолла Эниветок. Является одним из 44 островов (моту) атолла, окружающих его лагуну площадью 510 км². Длина острова составляет 3100 метров, ширина около 263 метров. Площадь острова составляет около 46,3 га. Ближайший к атоллу материк, — Австралия, расположен в 3400 км. В 305 км восточнее находится более известный атолл Бикини, который также был приписан к Тихоокеанскому испытательному полигону и где также проводились ядерные испытания. Климат тропический морской, в первую очередь зависит от влияния Тихого океана и пассатов, дующих круглый год в юго-восточном направлении. Средние температуры колеблются в районе +21—34 °C; влажность составляет 73—80 %. Для атолла, как в целом и для архипелага, типичны, хотя и редки, тропические штормы, ураганы или тайфуны, в период которых наблюдается выпадение большого количества осадков, сильные ветра и вызванные ими волны, которые угрожают затоплением и разрушением низменного острова. Большинство депрессий, тропических штормов или тайфунов происходят с сентября по декабрь, хотя они возможны в любое время года. Современные исследования показывают, что причиной климатических катаклизмов чаще всего является Эль-Ниньо. Единственный источник пресной воды на атолле — осадки, которые из-за пористой структуры грунта быстро просачиваются и вступают во взаимодействие с морскими водами, приобретая солоноватость. После серии ядерных испытаний растительный и животный мир как острова, так и атолла сильно сократились, но со временем сумели восстановиться.

## Исторические сведения

### Принадлежность

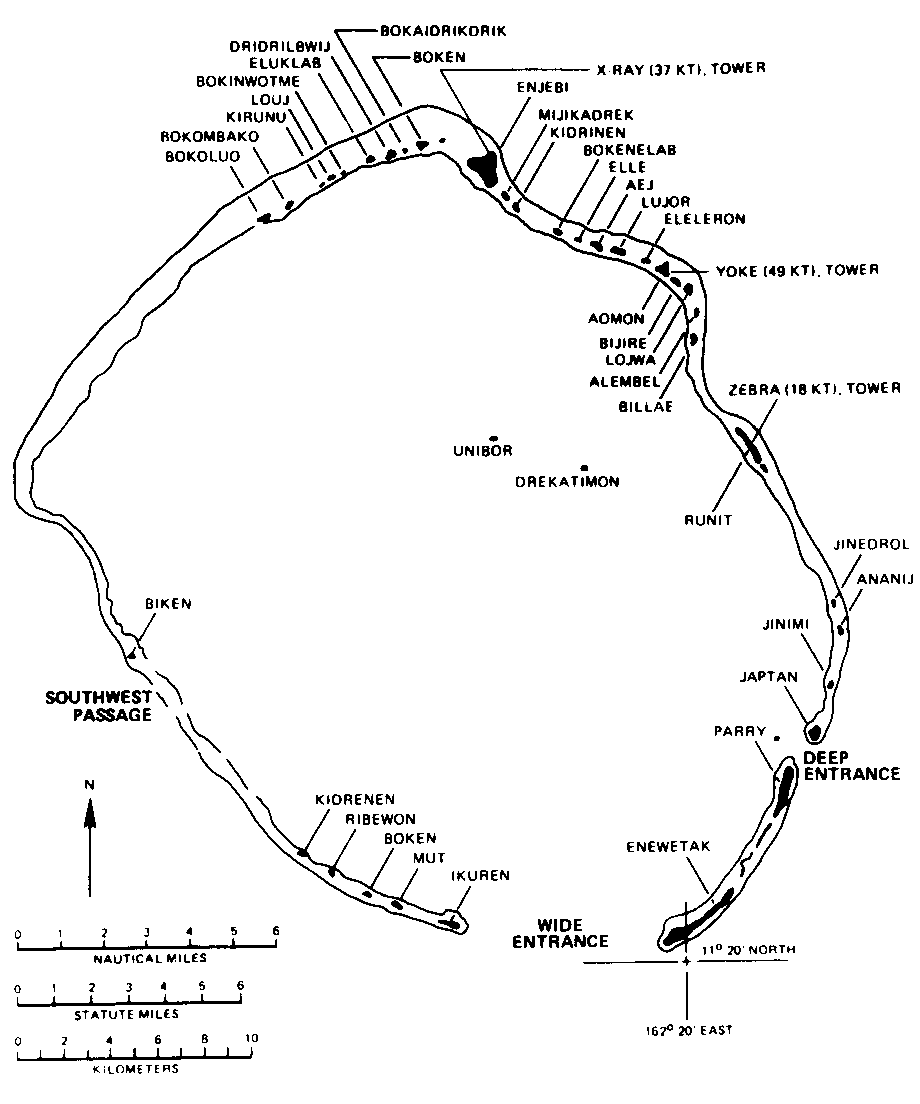
Карта атолла Эниветок

Остров разделил судьбу атолла Эниветок и архипелага. После открытия атолла Бокак испанскими мореплавателями в 1526 году, архипелаг длительное время номинально признавался как испанская колония. Эниветок не был известен европейцам до посещения его в 1794 году британским кораблём «Walpole». В 1874 году Испания официально объявила о своих притязаниях на архипелаг. 22 октября 1885 года архипелаг был продан Испанией Германии, над которым был установлен протекторат 13 сентября 1886 года, и он являлся частью колонии Германская Новая Гвинея. Наряду с остальной частью Маршаллов, Эниветок захватила Япония в 1914 году, и он был передан ей по мандату Лигой Наций в 1920 году как Южнотихоокеанская мандатная территория.
После Второй мировой войны, когда он был оккупирован войсками США, начиная с 1947 года архипелаг стал частью подопечной территории ООН под управлением США. В 1979 году Маршалловы острова получили ограниченную автономию, а в 1986 году был подписан Договор о свободной ассоциации, согласно которому США признавали независимость Республики Маршалловы Острова. В 1980 году американское правительство объявило атолл безопасным для проживания.

### Ядерный полигон и могильник радиоактивных отходов

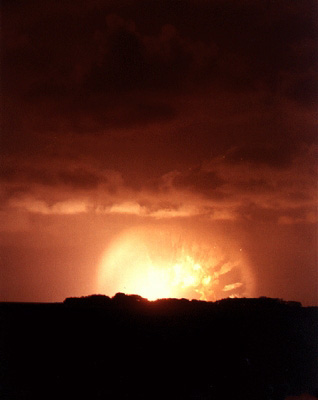
Ядерный взрыв «Кактус», проведённый 5 мая 1958 года в ходе серии испытаний Hardtack I

После окончания Второй мировой войны в связи с расширением американской ядерной программы жители были выселены с атолла, зачастую насильно. Рунит стал использоваться для ядерных испытаний как полигон в составе Тихоокеанского испытательного полигона. Экология острова и лагуна атолла сильно пострадали, как от взрывов, непосредственно произведённых на Руните, так и от испытаний на близлежащих моту. В общей сложности на атоллах Бикини и Эниветок США произвели в период с 1946 по 1958 годы 67 атмосферных, наземных и подводных ядерных и термоядерных взрывов. Приблизительно 43 испытания ядерного оружия были проведены на Эниветоке с 1948 до 1958 год, из них двадцать на острове.

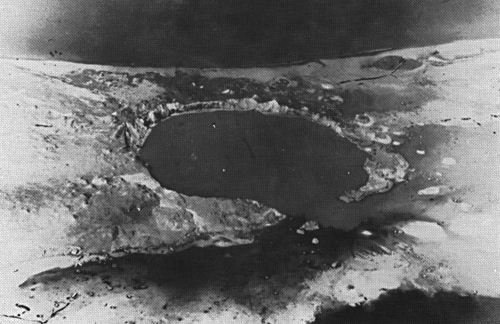
Кратер, образовавшийся после взрыва «Кактус» (Hardtack I)

Впервые на атолле Эниветок ядерные испытания были проведены весной 1948 года в ходе операции «Песчаник» (англ. Operation «Sandstone»). В ходе этой серии было произведено три взрыва, из них на острове Рунит (в американской документации остров фигурировал и как Айвон — англ. Yvonne) было произведено испытание под кодовым названием «Зебра», с левитирующим ядром из обогащённого урана мощностью 18 кт. Взрыв произошёл 15 мая 1948 года с зарядом установленном на вышке на высоте 61 м. Следующая серия взрывов на атолле была произведена в ходе операции «Парник» (англ. Operation Greenhouse) в 1951 году. Также на атолле было осуществлено первое испытание водородного заряда, которое произошло 1 ноября 1952 года (Иви Майк, моту Элугелаб, 10-12 мегатонн в тротиловом эквиваленте). В 1958 году остров Рунит был задействован в операции Hardtack I. После взрыва произошедшего 5 мая 1958 года (энерговыделение 18 кт) образовался кратер на северной оконечности моту диаметром 106 метров и глубиной 9,5 м. Этот кратер впоследствии использовали в качестве могильника ядерных отходов.

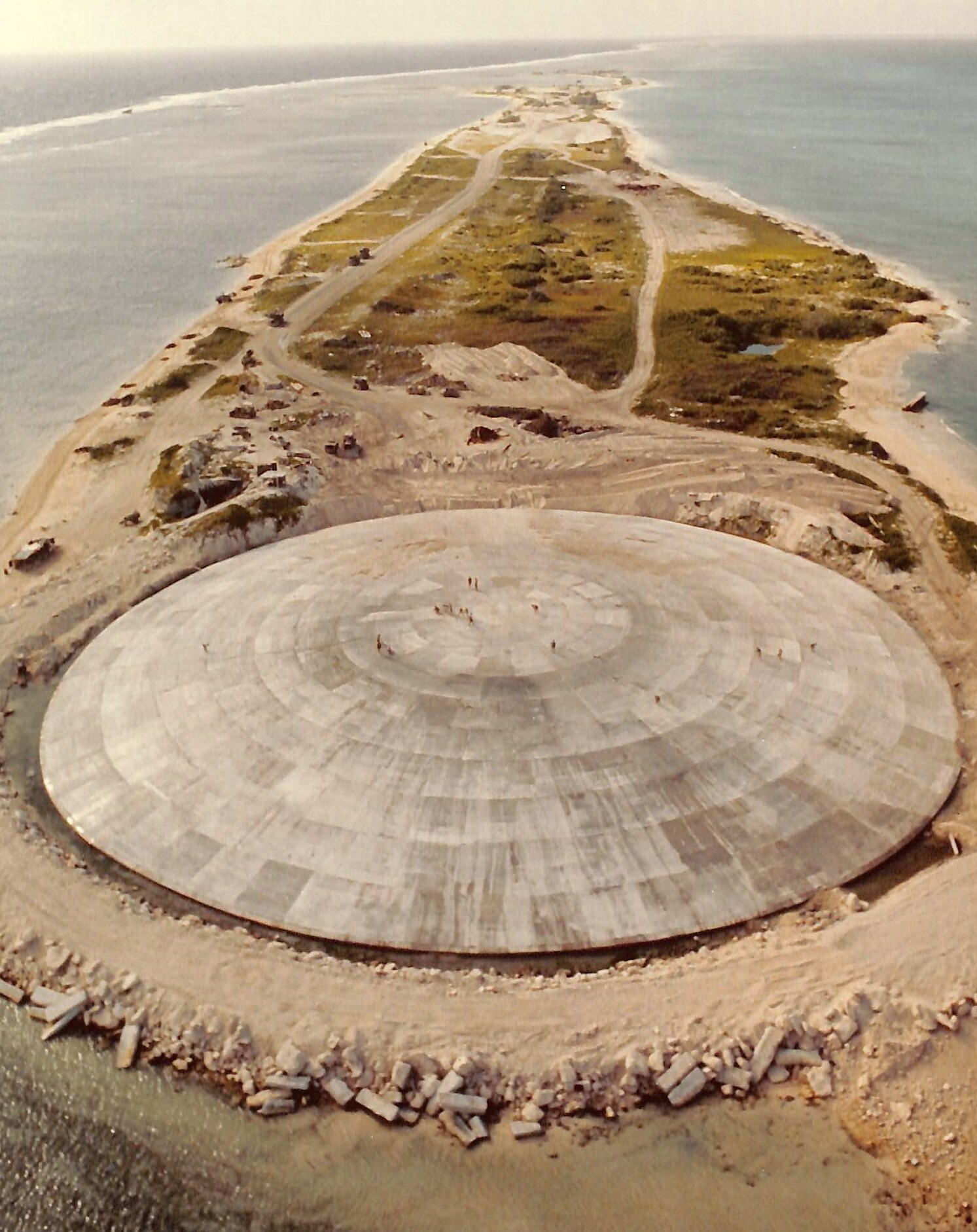
Аэрофотоснимок купола хранилища ядерных отходов на острове Рунит

Население стало возвращаться на атолл в 1970-х годах. Однако «Рунит», как и ряд других заражённых территорий, так и остался необитаемым. Его изредка посещают местные жители, так как опасаются воздействия радиации. 15 мая 1977 года правительство США направило войска, чтобы произвести обеззараживание территорий, на которых осуществлялись ядерные испытания. Это было сделано путём смешивания радиоактивного грунта и строительного мусора, собранного с различных островов, с портландцементом. Эти материалы были захоронены в кратере, образовавшемся после взрыва «Кактус». В итоге могильник покрыт бетонным покрытием толщиной почти 46 см (18 дюймов), а высота насыпи составила 7,5 м. При этом дно хранилища, расположенного ниже уровня моря, не подвергалось бетонированию, как это было предусмотрено первоначально, так как это было расценено как слишком затратное мероприятие. Считается, что в результате такого технологического подхода, позднее морская вода, попала внутрь, что привело к просачиванию радиоактивных частиц и попаданию их в открытый океан. Работы по возведению саркофага, на который было потрачено 218 миллионов долларов, начались в 1977 году. В них принимали участие четыре тысячи американских военнослужащих, шесть из которых умерли в различных происшествиях. Во время создания хранилища, получившего название «Купол Рунит», «Купол Кактус» или «Гроб» (как назвали его местные жители и СМИ), он первоначально рассматривался в качестве временной и вынужденной меры. Однако позднее ответственные посчитали его вполне надёжным для долговременного хранения радиоактивных отходов. По мнению K. Л. Остерберга, — бывшего директора лаборатории МАГАТЭ в Монако, в то время, когда принималось решение о создании хранилища, технические возможности американской стороны были ограничены. В своём докладе, обнародованном в 1982 году, он также отмечал возможные последствия такой формы хранения для будущего экологии и безопасности людей:
Этот массивный бетонный мавзолей, видимый со стороны, является монументом одержимости, предметом размышления всего мира. Период полураспада плутония измеряется тысячами лет, в то время как период существования бетона измеряется сотнями лет. Когда-нибудь он разрушится, но по крайней мере в настоящий момент океан в безопасности. <…> С другой стороны, учитывая длительное воздействие тропического солнца и дождей, не так уж трудно представить себе, как плутониево-бетонная масса превращается в пыль, которая переносится ветрами в населённые места и вдыхается людьми.
В 2013 году был опубликован доклад Департамента энергетики США, в котором указывалось, что из ядерного могильника происходит утечка радиации, вследствие чего ядовитые отходы попадают в Тихий океан. Тайфун «Нанка», свирепствовавший в июле 2015 года в тихоокеанском регионе, мог нанести повреждения хранилищу. С целью проверить состояние бетонного купола хранилища на остров отправилась независимая экспедиция. По результатам обследования не было обнаружено «значительных утечек» радиации: «счётчики Гейгера не показали ничего сверх фона на поверхности купола, повреждений купола также не обнаружилось».
По мнению исследователей, количество цезия и плутония в лагуне Маршалловых островов, где проводились ядерные испытания, постепенно уменьшается начиная с 1970-х годов. Однако измерения исследователей из Океанографического института в Массачусетсе (англ. Woods Hole Oceanographic Institution) показали, что указанные радиоактивные элементы продолжали проникать из осадочных и грунтовых вод островов. Кроме того, учёные обнаружили, что уровни плутония в лагунах, подвергшихся радиоактивному загрязнению, были в 100 раз выше, чем в Тихом океане в целом. Кроме того, уровни радиоактивной формы цезия были примерно в два раза выше, что объясняется последствиями ядерных испытаний: «Основой этих островных атоллов являются древние коралловые рифы, обладающие пористостью швейцарского сыра, поэтому грунтовые воды могут легко проникать через них». Комментируя сложившуюся ситуацию, профессор Института Земли Колумбийского университета Майкл Джеррард (англ. Michael Gerrard) отмечал, что неблагоприятные природные явления могут привести к разгерметизации саркофага, что вызовет распространение радиации. Также эксперт указывал, что многолетние ядерные испытания ещё ранее нанесли серьёзный ущерб океанским водам, окружающим атолл.
Согласно исследованию, опубликованному в 2014 году в научном журнале Science and Technology, следы изотопов плутония, захороненные на атолле, были выявлены в устье реки Чжуцзян в китайской провинции Гуандун. В соответствии с результатами исследования проведённого специалистами Колумбийского центра ядерных исследований и опубликованного в 2019 году, было установлено, что в некоторых частях архипелага уровень радиоактивного заражения даже выше, чем на близлежащих территориях, пострадавших от катастрофы на Чернобыльской АЭС. После проведения исследований направленных на выявление радиоактивного изотопа америций-241 было установлено, что на некоторых островах уровень их концентрации был намного выше, чем в Чернобыле в 2009 году. Изучению подверглись 38 образцов почвы, взятых с 11 разных островов. Так, на острове Бикини было зафиксировано в 1000 раз больше наличие уровня плутония, чем зафиксировано в зонах Чернобыля или АЭС Фукусима. Таким образом было установлено, что принятые правительством США меры оказались недостаточными и уровни радиоактивного заражения даже спустя десятилетия являются «недопустимо высокими».
Также проблемой является то, что в результате глобального потепления и вызванного этим процессом поднятия вод мирового океана повышается вероятность затопления саркофага и его содержимого. Это может привести к разгерметизации и попадании опасных веществ в океан. В резюме, подготовленном Управлением Верховного комиссара ООН по правам человека в 2015 году, отмечалось, что в период с 1946 по 1958 год жители островов «столкнулись с беспрецедентными выбросами и загрязнением окружающей среды, которые поставили под угрозу здоровье отдельных лиц, общин и всего населения». Также подчёркивалось, что «права коренных народов на устойчивый образ жизни подверглись значительному воздействию вследствие, среди прочего, загрязнения окружающей среды и перемещения». Также в этом докладе высказывалась обеспокоенность вероятностью возникновения экологической катастрофы:
В СП 1 было указано, что вследствие изменения климата в связи с объектом „Купол Рунит“ возникают новые вопросы, имеющие отношение к экологическим правам человека. Согласно СП 1, когда — а не если — уровень моря достигнет этого объекта, это будет представлять угрозу не только для общины, вновь переселённой на атолл Эниветок, но и для других общин. Авторы СП 1 рекомендовали, в частности, решать эти проблемы в контексте более широких усилий по изучению и учету угроз, возникающих в результате изменения климата.
В 2019 году из доклада генерального секретаря ООН Антониу Гутерриша стало известно, что в куполе могильника появились трещины и он может быть разрушен в случае сильного тропического шторма, которые в этом тихоокеанском регионе представляют собой довольно частое погодное явления. Ещё более усугубляет ситуацию позиция американского правительства США, так как их представители заявляют, что США выполнили все свои обязательства и передали хранилище на баланс местного правительства. С учётом ограниченных возможностей властей архипелага у них нет достаточных средств на укрепление и модернизацию могильника. Препятствием для предотвращения катастрофы является также большой объём захоронения: около 73 000—75 000 м3 (по другим данным, до 88 тысяч кубометров) радиоактивных отходов, среди которых плутоний 239, период полураспада которого составляет более 24 000 лет.
Радиоактивное заражение препятствует возвращению населения атолла «Эниветок» к привычному образу жизни (рыболовство, охота, собирательство); многие из них опасаются, что в случае повреждения саркофага придётся вновь эвакуироваться. Посещение «Рунита» официально запрещено, побывать на нём отваживаются лишь немногочисленные туристы, исследователи и искатели металлолома.